# Alex Kapienaina
Alex Kapienaina (ur. 17 sierpnia 1953) – międzynarodowy namibijski sędzia piłkarski. 
Kapienaina sędziował jeden mecz podczas COSAFA Cup 1997. 5 lipca 1997 roku, w rundzie finałowej, Tanzania zremisowała 2-2 z Zambią.